# Tarkington Motor Car Company
Tarkington Motor Car Company war ein US-amerikanischer Hersteller von Automobilen.

## Unternehmensgeschichte
Pehr August Peterson leitete die Mechanics Machine Company in Rockford in Illinois. Er stellte Fahrzeugteile für General Motors her. Ein Gespräch mit William Durant brachte ihn 1918 auf die Idee, selber Automobile herzustellen. 1919 warb er J. Arthur Tarkington an, der bei der Haynes Automobile Company, Rutenber Motor Company, Stoddard-Dayton und Kissel Motor Car Company viele Erfahrungen im Automobilbau gesammelt hatte. Im Januar 1920 wurde das Unternehmen in der gleichen Stadt gegründet. Das Werk befand sich in der Nähe der Mechanics Machine Company. 1921 wurde die Presse auf das neue Unternehmen aufmerksam gemacht. 1922 entstand der erste Prototyp. Anfang 1923 fand die Markteinführung auf einer Automobilausstellung in Chicago statt. Der Markenname lautete Taft.
Der hohe Kapitalbedarf für eine Serienproduktion wurde unterschätzt. Bereits am 1. Juni 1923 wurde das Unternehmen aufgelöst. Insgesamt entstanden sechs Fahrzeuge.

## Fahrzeuge
Die Fahrzeuge hatten einen selbst hergestellten Sechszylindermotor mit OHV-Ventilsteuerung. Er war mit 260 Kubikzoll (etwa 4261 cm³) Hubraum und 54 PS Leistung angegeben. Das Fahrgestell hatte 320 cm Radstand. Einzige Karosseriebauform war ein offener Tourenwagen mit fünf Sitzen.